# Nearchaster pedicellaris
Nearchaster pedicellaris is een zeester uit de familie Benthopectinidae.
De wetenschappelijke naam van de soort werd in 1910 gepubliceerd door Walter Kenrick Fisher.